# Kung Fu Man
Kung Fu Man (Gōngfū Xiá) è un film del 2012 diretto da Yuen Cheung-yan e Ning Ying.
Pellicola di arti marziali, prodotta da Keanu Reeves, che vede tra i protagonisti Tiger Chen, Jiang Mengjie, Arman Darbo, Chyna Mccoy e Vanessa Branch.

## Trama
Un esperto praticante di Kung Fu deve proteggere il piccolo Christophe dai suoi sequestratori.

## Produzione
Il film è stato girato nella città di Dali, nella provincia di Yunnan in Cina.
Il film si è rivelato essere, tuttavia, un flop al botteghino.